# Nilo Mur
Nilo Mur (Barcellona, 22 luglio 1986) è un attore spagnolo.
Inizia a recitare a 13 anni, con il film Presence of Mind.
È conosciuto in Italia per il film Melissa P. tratto dal romanzo 100 colpi di spazzola prima di andare a dormire di Melissa Panarello, in cui interpreta Marco, il giovane innamorato di Melissa.

## Filmografia parziale
- Presence of Mind, regia di Antoni Aloy (1999)
- Melissa P., regia di Luca Guadagnino (2005)
- El Calentito, regia di Chus Gutiérrez (2005)
- Valérie - Diario di una ninfomane (Diario de una Ninfómana), regia di Christian Molina (2008)
- Castelli di carta, regia di Salvador García Ruiz (2009)